# Carl Amon
Carl Amon (* 1798 in Graz; † 6. Oktober 1843 in Maletschnig, St. Peter bei Marburg, Untersteiermark) war ein österreichischer Maler.
Amon schuf Fresken und Ölbilder für Kirchen in der Steiermark und der ehemaligen Provinz Marburg, darunter Fresken für die Kirche in Gams und in Frauenberg bei Marburg. Ferner stammen von ihm die Kreuzwegstationen der Pfarrkirche in Halbenrain (1837) und ein Seitenaltarbild mit der Darstellung des Hl. Ambrosius in der Pfarrkirche St. Ulrich in Greith (1840).
Die Malerin Rosalia Amon war vermutlich seine Tochter.